# Arnold Sommerfeld
Arnold Johannes Wilhelm Sommerfeld (ur. 5 grudnia 1868 w Królewcu, zm. 26 kwietnia 1951 w Monachium) – niemiecki fizyk teoretyk specjalizujący się w fizyce atomowej, profesor Uniwersytetu Ludwika i Maksymiliana (LMU) w Monachium. Laureat nagród fizycznych takich jak Medal Maxa Plancka (1931) i Medal Lorentza (1939).
Sommerfeld to jeden z ojców mechaniki kwantowej. Rozwinął półklasyczny model atomu Bohra za pomocą szczególnej teorii względności Einsteina, wprowadzając tak m.in.:
- bezwymiarową stałą struktury subtelnej (α), czasem nazywaną od Sommerfelda;
- poboczną liczbę kwantową (ℓ) opisującą podpowłoki atomów przez różnice w momencie pędu ładunków.

Sommerfeld miał też wkład do fizyki ciała stałego przez rozwinięcie klasycznego modelu Drudego o elementy kwantowe. Zasłynął też jako wybitny dydaktyk – wypromował dziesiątki doktorów, w tym kilku późniejszych noblistów jak Peter Debye, Wolfgang Pauli, Werner Heisenberg i Hans Bethe.

## Życiorys
1886 rozpoczął studia na Albertynie w Królewcu. Po odbyciu służby wojskowej 1893 kontynuował studia w Getyndze.
Od 1897 roku był profesorem Akademii Górniczej w Clausthal, od 1900 Politechniki w Akwizgranie i w latach 1906–1938 Uniwersytetu Ludwika i Maksymiliana w Monachium.
Jest autorem prac fundamentalnych z teorii atomu, w tym współautorem modelu atomu Bohra-Sommerfelda, według którego elektrony w atomie poruszają się po orbitach. W 1916 wprowadził pojęcie pobocznej liczby kwantowej, co w teorii atomu dopuszczało istnienie nie tylko kołowych, ale i eliptycznych torów (orbit) elektronów.
Prowadził także prace dotyczące promieniowania rentgenowskiego, teorii rozchodzenia się fal radiowych i akustycznych, teorii budowy materii oraz z dziedziny optyki.
Do uczniów Sommerfelda należeli polscy fizycy teoretycy: Wojciech Rubinowicz i Jan Blaton.

## Nagrody

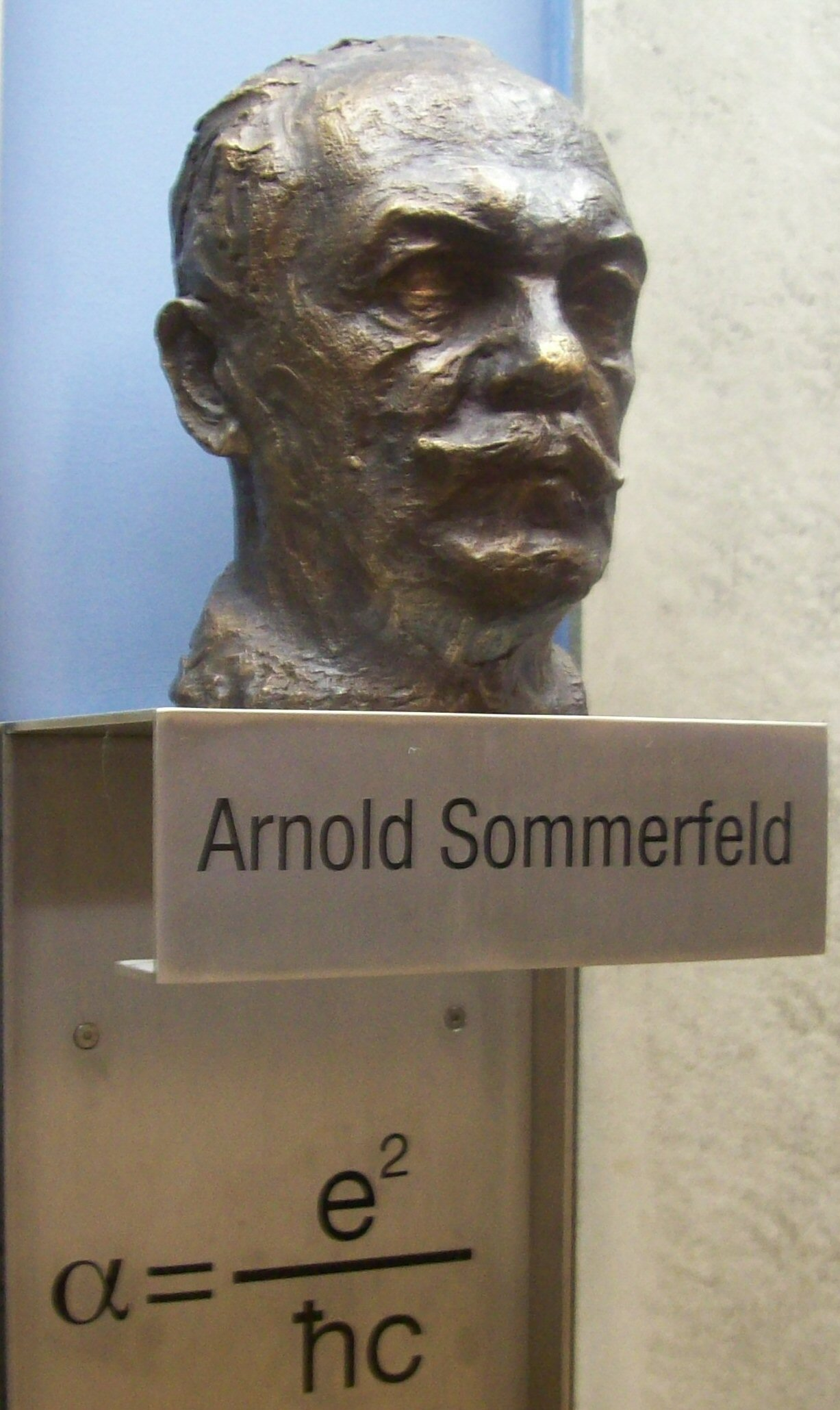
Popiersie Sommerfelda na Uniwersytecie Ludwika i Maksymiliana (LMU) w Monachium. Poniżej znajduje się wzór na stałą Sommerfelda zapisany w układzie jednostek Gaussa (CGS).

Był nominowany do Nagrody Nobla 84 razy, ale nigdy mu jej nie przyznano. Laureat Medalu Oersteda za nauczanie fizyki (1949).